# Морой
Моро́й (рум. moroi) — разновидность вампира в румынской мифологии. Женщина-морой называется мороайка (рум. moroaică). В некоторых произведениях румынского фольклора морой — это призрак мёртвого человека, покинувший могилу. Часто морой является синонимом других персонажей румынской мифологии (см. стригой, приколич).

## Этимология
Этимология слова «морой» не ясна. Оно может быть связано со старославянским «мора», возникшим от праиндоевропейского корня *mer- (вредить). Отсюда же происходят средневековое английское mare (инкуб), английское nightmare (кошмар), староанглийское mare (гоблин) и латинские morbus (болезнь) и mors (смерть).

## В искусстве
- Литература, основанная на фольклоре, объясняет различие между мороем и другой разновидностью вампира — стригоем — так: морои являются живыми вампирами, а стригои — вампирами, восставшими из мёртвых. Хотя в румынском фольклоре это различие не всегда соблюдено. Мороем могут называть и простого призрака.
- Морои (а также стригои) упоминаются как клан вампиров в книгах Райчел Мид «Академия вампиров» и в экранизации первой книги в 2014 году с одноимённым названием "Академия вампиров".
- В модификации Fall from Heaven II к игре «Civilization IV: Beyond the Sword» морой — боевая единица (юнит) вампирской империи Калабим[значимость факта?].
- В игре Phasmophobia Морой — один из видов призраков, с которыми может столкнуться игрок.